# سوئیسکی

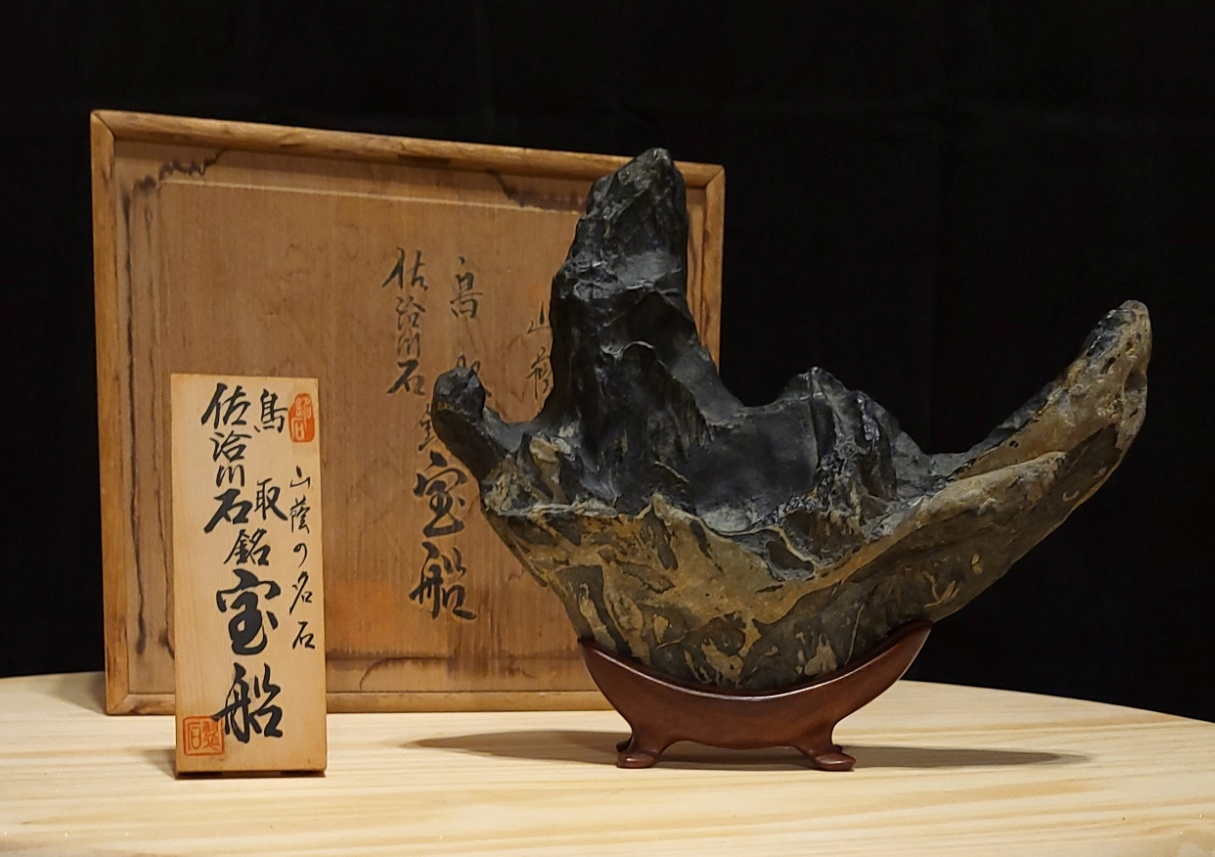
سنگ سوئیسکی ژاپنی با پایه (دایزا) و جعبه. پلاک چوبی و کتیبه جعبه توضیح می‌دهد که این سنگ معروف از منطقه سانین (Sanin) ژاپن، در استان توتوری و از رودخانه ساجی سرچشمه می‌گیرد. این سنگ کشتی گنج (Takarabune) نامگذاری شده است.

سوئیسکی (به انگلیسی: Suiseki) (به ژاپنی: 水 石)، سنگ کوچکی است که توسط عناصر طبیعی تشکیل شده و به دلیل زیبایی آن در سنت ژاپنی ارزشمند است. این اصطلاح مخفف «sansui keiseki» است، که می‌تواند به عنوان «سنگ منظره» ترجمه شود. سنت سوئیسکی به گونگشی چین مربوط می‌شود.

## تاریخچه

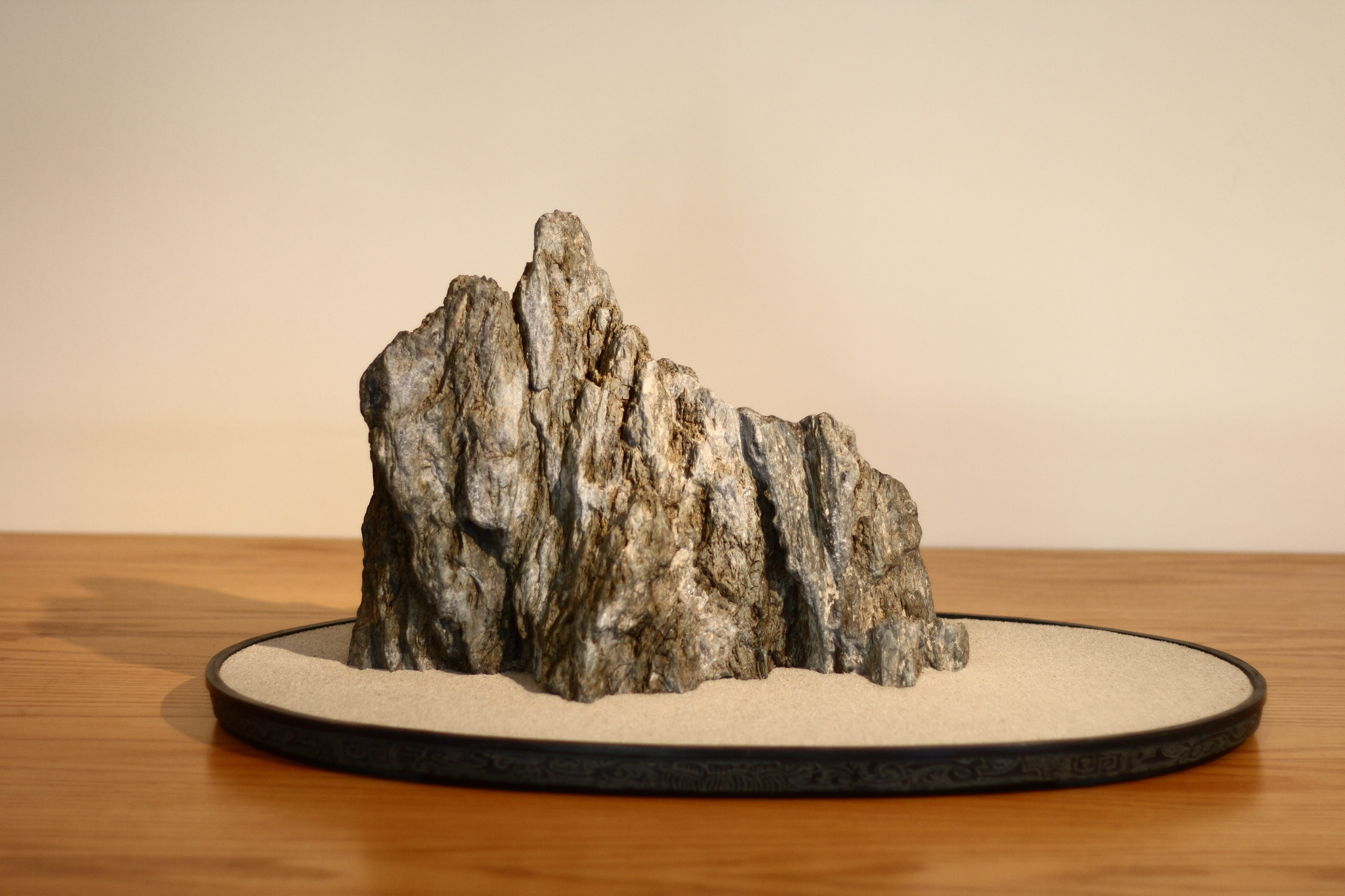
سنگ سوئیسکی در سینی برنزی‌اش دوبان، که با شن و ماسه پر شده است.

بین سالهای ۵۹۲ و ۶۲۸، دربار سلطنتی چین تعدادی درخت پنجینگ (Penjing) و سنگ‌های گونگشی به امپراتریس ژاپن سویکو اهدا کرد. این سنگ‌ها به کوه‌های شیب‌دار معمولی چین شباهت داشتند و در ژاپن استقبال زیادی از آن کردند.
در دوره موروماچی (۱۵۷۳–۱۳۳۶)، بودیسم ذن در ژاپن گسترش یافت. تحت تأثیر این جریان قدرتمند، سنگ‌هایی با خطوط جذاب به سنگ‌های گونگشی ملال‌آور ترجیح داده می‌شدند. این موضوع سوئیسکی را از سنگ‌های چینی متمایز می‌کند.

## توضیحات
سنگ‌های سوئیسکی به صورت طبیعی تشکیل شده و از رودخانه‌ها، دریاها و مناطق کارست جمع می‌شوند. برخلاف گونگشی، اندازه سوئیسکی همیشه کوچک است. برای دسته‌بندی در گروه سوئیسکی، یک سنگ باید دارای تعدادی از عوامل باشد. برای نمونه، شکل، رنگ یا بافت خاص و باید ظاهری رسا داشته باشد.
در سوئیسکی بین سنگ‌های منظره و اشیاء تمایز قائل شده‌اند. در دسته اول، سنگ شبیه یک نوع منظره مانند رشته کوه، جزیره، دریاچه یا رودخانه است. سنگ‌های منظره نیز قطعات جداگانه‌ای هستند. اشیاء محبوب نیز شامل یک کلبه کاهگلی یا یک حیوان است.

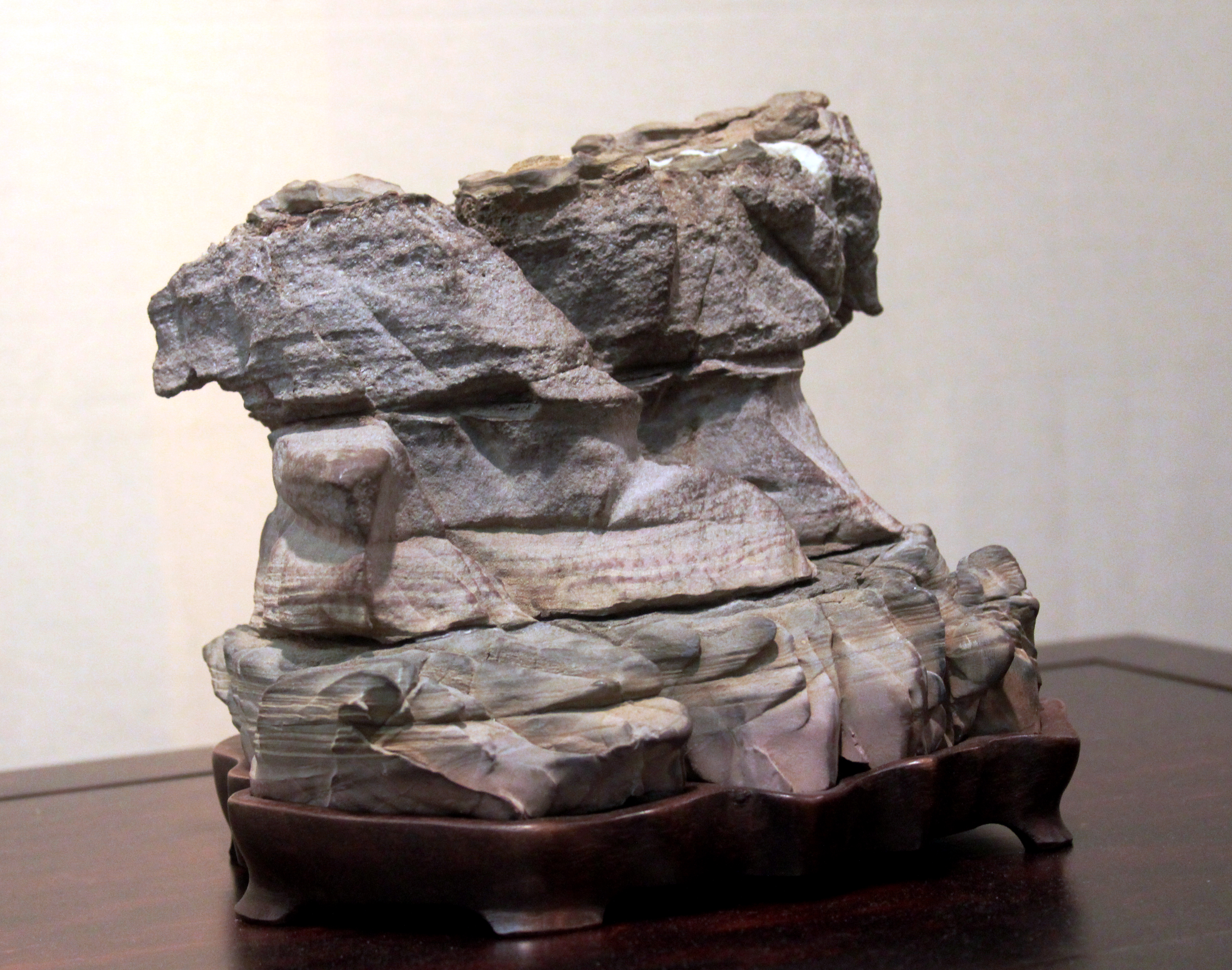
سوئیسکی و پایه دایزای چوبی آن

### ارائه نمایش
سوئیسکی به ندرت دستکاری و پردازش می‌شود، همان‌طور که پیدا شده است. فقط ته سنگ کاملاً صاف می‌شود به‌طوری که می‌توان آن را روی پایه خاصی قرار داد. به این پایه چوبی دایزا (daiza) گفته می‌شود.

بعضی اوقات مقطع برش مانند خطوط گونگشی از خطوط سنگ پیروی می‌کند. همچنین می‌توان سوئیسکی را روی یک کاسه یا ورق از مواد ضدآب قرار داد. وقتی از ظروف سفالی ساخته شود، سوئیبَن (suiban) و وقتی از برنز ساخته می‌شود دوبان (doban) نامیده می‌شود. سوئیسکی در تزئینات داخلی اغلب در تماشاگه قرار می‌گیرد.
«لذت بردن از سنگ روی یک سطح دیوانگی نیست. من همه دنیا را در یک سنگ کوچک می‌بینم. برخی از اشیاء در این جهان عظیم و برخی دیگر کوچک هستند. آنها اشکال مختلفی دارند، اما وقتی به اصل و نسب برسید آنها آنقدر هم متفاوت نیستند.»

- هیدئو ماروشیما، 日本 愛 石 史 (تاریخچه سوئیسکی در ژاپن)